# Liste der Monuments historiques in Artolsheim
Die Liste der Monuments historiques in Artolsheim führt die Monuments historiques in der französischen Gemeinde Artolsheim auf.

## Liste der Objekte
| Bezeichnung | Beschreibung | Standort                        | Kennzeichnung | Schutzstatus | Datum | Bild |
| ----------- | --- | ------------------------------- | ------------- | ------------ | ----- | ---- |
| Seitenaltar | Altar, Retabel, Skulptur der heiligen Apollonia; Holz, farbig gefasst und vergoldet, erste Hälfte des 18. Jahrhunderts | in der Kirche St-Maurice (Lage) | PM67001858    | Inscrit      | 2012  |      |